# Organische Persönlichkeitsstörung
Als organische Persönlichkeitsstörung wird eine andauernde Veränderung des Verhaltens, Denkens und Fühlens, welches ursächlich organisch bedingt ist, bezeichnet. Dies kann durch eine Erkrankung, Verletzung, Stoffwechselstörung oder Vergiftung, die das Gehirn mittel- bzw. unmittelbar betreffen, verursacht sein. Mögliche Ursachen sind fortgeschrittene „Demenz“, „Schädel-Hirn-Trauma“, Hirntumor und „chronischer Alkoholmissbrauch“.
Veränderungen der Persönlichkeit können u. a. sein: Äußerung von Bedürfnissen und Impulsen ohne Berücksichtigung von Konsequenzen oder sozialer Konventionen, affektive Veränderungen wie emotionale Labilität und Reizbarkeit, auffällige Veränderung der Sprache und des Redeflusses, kognitive Störungen in Form von Misstrauen oder paranoidem Denken und Witzelsucht.